# アルトゥール・フィス
- アーサー・フィス

アルトゥール・フィス（Arthur Fils, 2004年6月12日 - ）は、フランス・ボンドゥフル出身の男子プロテニス選手。ATPランキング自己最高位はシングルス14位、ダブルス186位。これまでにATPツアーでシングルス3勝を挙げている。身長185cm、体重83kg。右利き、バックハンド・ストロークは両手打ち。

## 選手経歴

### ジュニア時代
フランスの首都パリの隣にあるイル・ド・フランス地方のエソンヌ県ボンドゥフルで育ったフィスはドミニカ島出身である父ジャン＝フィリップの元で5歳の時にテニスを始めた。サン＝ミシェル＝シュル＝オルジュのテニスクラブで許可を受け、2019年からスタッド・ローラン・ギャロスの隣にあるフランステニス連盟のフランス国立トレーニングセンター（屋内）でトレーニングを受けていることになる。ジュニアのカテゴリーでは優勝すれば、ジュニア世界チャンピオンと同等と見なされるほど権威あるオレンジボウル国際テニス選手権で優勝し、10人目のフランス人優勝選手となった。2022年末からはローラン・レイモンドがコーチを務めている。2023年末には元世界ランキング4位のセバスチャン・グロージャンと元世界ランキング3位で全仏オープンを2度制覇したセルジ・ブルゲラが後任となり、指導を受けることになる。

### 2021年 プロ転向
2021年全仏オープンジュニア男子シングルスジュニア男子シングルスでは決勝で同胞のルカ・ヴァン・アッシュに4-6, 2-6のストレートで敗れ、準優勝。さらに2021年全仏オープンジュニア男子シングルスジュニア男子ダブルスでは同胞のジョヴァニ・ンペシ・ペリカールと組み、優勝。同年にプロ転向を果たした。

### 2022年 トップ250入り
世界ランキング308位の時にワイルドカードによりATPマスターズ1000であるパリ・マスターズに予選から出場し、ファビオ・フォニーニを6-3, 3-6, 6-4で破り、本戦初出場を果たした。これがATPツアー本戦初出場となる。本戦1回戦ではラッキールーザーとしてフォニーニと再戦することとなり、6-7(5), 7-6(4), 2-6で初戦敗退となったが、ランキングを50位ほど上昇させることに繋がった。年間最終ランキングは251位。

### 2023年 ツアー初優勝 トップ50入り
5月、リヨン・オープンでは決勝でフランシスコ・セルンドロを6-3, 7-5のストレートで破り、地元フランスでツアー初優勝を果たした。全仏オープンでは第29シードのアレハンドロ・ダビドビッチ・フォキナに1-6, 6-4, 3-6, 3-6で初戦敗退となった。

### 2024年 ツアー3勝目 トップ20入り
ドイツ・オープンでは決勝で地元かつ第1シードのアレクサンダー・ズベレフを6-3, 3-6, 7-6(1)で下して、ツアー2勝目を挙げ、大会後には世界ランキング20位となり、トップ20入りをした。さらにジャパン・オープンでは1回戦で第1シードかつ一昨年優勝者のテイラー・フリッツを6-4, 3-6, 6-3、2回戦ではマッテオ・ベレッティーニの棄権により不戦勝、準々決勝では昨年度優勝者のベン・シェルトンを7-5, 6-7(5), 7-6(2)、準決勝ではホルガ・ルーネを6-7(8), 6-7(10)で下して、決勝進出。決勝で同胞のウーゴ・アンベールを5-7, 7-6(6), 6-3の逆転で破り、ツアー3勝目を挙げた。

## ATPツアー決勝進出結果

### シングルス: 4回 (3勝1敗)
| 大会グレード                    |
| グランドスラム (0–0)            |
| ATPファイナルズ (0–0)           |
| ATPツアー・マスターズ1000 (0–0) |
| ATPツアー500 (2–0)              |
| ATPツアー250 (1–1)              |

| サーフェス別タイトル |
| ハード (1–1)         |
| クレー (2–0)         |
| 芝 (0–0)             |

| 結果   | No. | 決勝日         | 大会         | サーフェス    | 対戦相手                 | スコア             |
| ------ | --- | -------------- | ------------ | ------------- | ------------------------ | ------------------ |
| 優勝   | 1.  | 2023年5月27日  | リヨン       | クレー        | フランシスコ・セルンドロ | 6-3, 7-5           |
| 準優勝 | 1.  | 2023年10月22日 | アントワープ | ハード (室内) | アレクサンダー・ブブリク | 4-6, 4-6           |
| 優勝   | 2.  | 2024年7月21日  | ハンブルク   | クレー        | アレクサンダー・ズベレフ | 6-3, 3-6, 7-6(7-1) |
| 優勝   | 3.  | 2024年10月1日  | 東京         | ハード        | ウーゴ・アンベール       | 5-7, 7-6(8-6), 6-3 |

## 成績

### シングルス

#### グランドスラム大会
| 大会           | 2021 | 2022 | 2023 | 2024 | 2025 | 通算成績 |
| -------------- | ---- | ---- | ---- | ---- | ---- | -------- |
| 全豪オープン   | A    | A    | A    | 2R   | 3R   | 3–2      |
| 全仏オープン   | Q2   | Q1   | 1R   | 1R   | 3R   | 2–2      |
| ウィンブルドン | A    | A    | 1R   | 4R   | A    | 3–2      |
| 全米オープン   | A    | A    | 2R   | 2R   |      | 2–2      |

※: 2025年全仏3回戦の不戦敗は通算成績に含まない

### 大会最高成績
| 大会                     | 成績 | 年         |
| ------------------------ | ---- | ---------- |
| ATPファイナルズ          | A    | 出場なし   |
| インディアンウェルズ     | QF   | 2025       |
| マイアミ                 | QF   | 2025       |
| モンテカルロ             | QF   | 2025       |
| マドリード               | 2R   | 2024, 2025 |
| ローマ                   | 4R   | 2025       |
| カナダ                   | 3R   | 2025       |
| シンシナティ             | 2R   | 2024       |
| 上海                     | 3R   | 2023       |
| パリ                     | 1R   | 2022, 2023 |
| オリンピック             | 1R   | 2024       |
| デビスカップ             | RR   | 2023       |
| Next Gen ATPファイナルズ | F    | 2023       |